# Wiktor Georgijewitsch Masanow

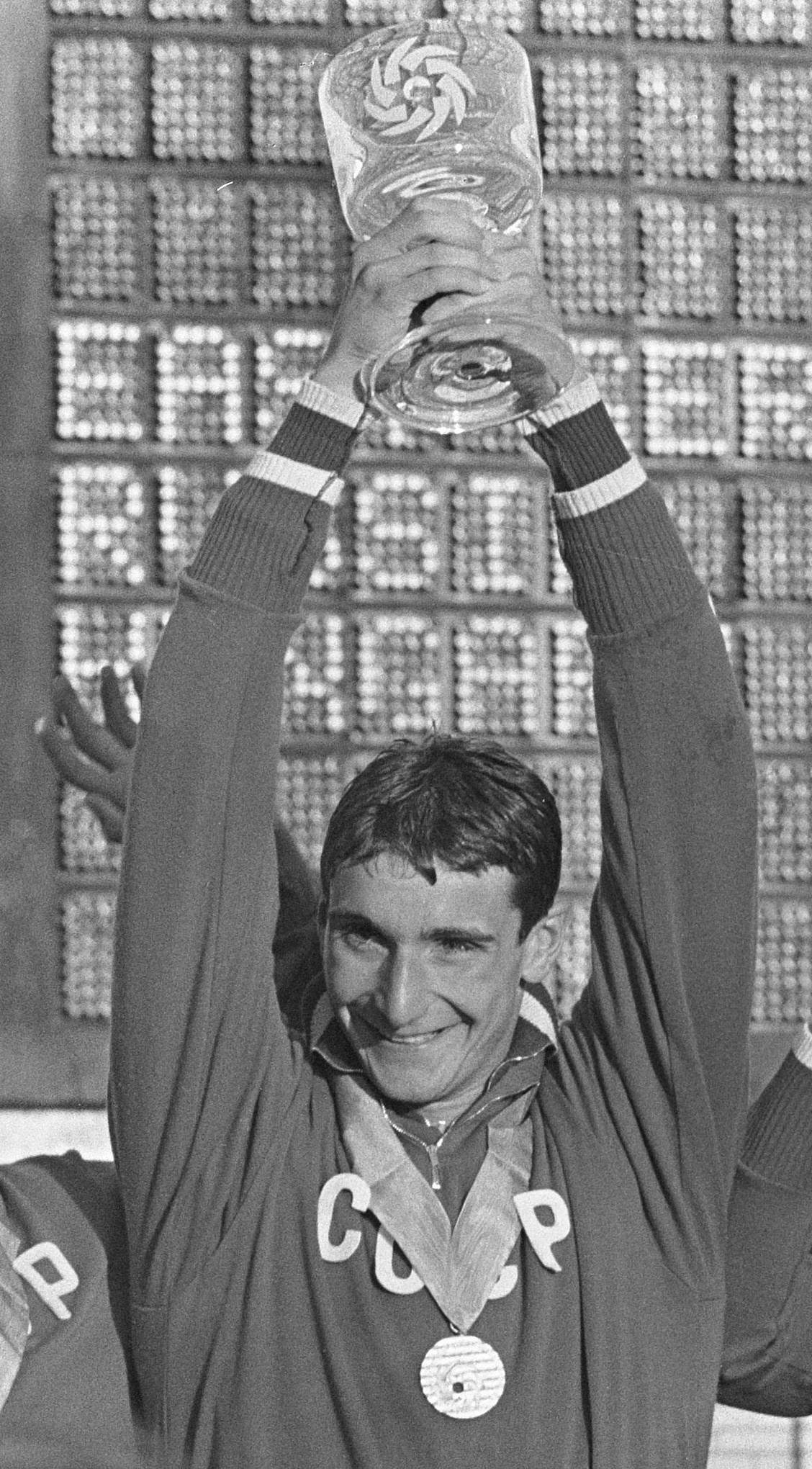
Wiktor Masanow bei den Europameisterschaften 1966

Wiktor Georgijewitsch Masanow (russisch Виктор Георгиевич Мазанов; * 8. März 1947 in Moskau) ist ein ehemaliger sowjetischer Schwimmer. Er gewann bei Olympischen Spielen zwei Silbermedaillen und eine Bronzemedaille. Bei Schwimmeuropameisterschaften erschwamm er zwei Goldmedaillen und eine Bronzemedaille.

## Karriere
Wiktor Masanow hatte bereits 1962 an den Europameisterschaften in Leipzig teilgenommen, war aber im Halbfinale ausgeschieden. Bei den Olympischen Spielen 1964 in Tokio war er der einzige sowjetische Teilnehmer über 200 Meter Rücken. Im Endlauf schlug er als Sechster an und war damit zweitbester Europäer hinter Ernst-Joachim Küppers. Die sowjetische 4-mal-100-Meter-Freistilstaffel mit Wiktor Masanow, Wladimir Schuwalow, Wiktor Semtschenkow und Juri Sumzow erreichte den sechsten Platz mit drei Sekunden Rückstand auf die Drittplatzierten. Als Rückenspezialist war Masanow auch Startschwimmer der 4-mal-100-Meter-Lagenstaffel. In der Besetzung Masanow, Heorhij Prokopenko, Walentin Kusmin und Schuwalow schwamm die Staffel auf den vierten Platz mit zwei Sekunden Rückstand auf die Drittplatzierten.
1965 bei der Universiade in Budapest siegte Masanow über 200 Meter Rücken zeitgleich mit Gary Dilley aus den Vereinigten Staaten. Mit den Staffeln erschwamm Masanow in Budapest drei Silbermedaillen. Bei den Europameisterschaften 1966 in Utrecht siegte die sowjetische Lagenstaffel mit Wiktor Masanow, Heorhij Prokopenko, Walentin Kusmin und Leonid Iljitschow mit einer halben Sekunde Vorsprung vor der Staffel aus der DDR. Über 200 Meter Rücken wurde Masanow Fünfter, hier gewann mit Jurij Hromak ein anderer Rückenschwimmer aus der Sowjetunion. Die sowjetische 4-mal-100-Meter-Freistilstaffel in der Besetzung Leonid Iljitschow, Wiktor Masanow, Georgijs Kuļikovs und Wladimir Schuwalow gewann die Silbermedaille mit 0,7 Sekunden Rückstand auf die Staffel aus der DDR.
Zwei Jahre später bei den Olympischen Spielen 1968 in Mexiko-Stadt trat Masanow zunächst mit der 4-mal-100-Meter-Freistilstaffel an. Semjon Beliz-Geiman, Wiktor Masanow, Georgijs Kuļikovs und Leonid Iljitschow erhielten die Silbermedaille mit zweieinhalb Sekunden Rückstand auf die Staffel aus den Vereinigten Staaten und einer halben Sekunde Vorsprung vor der australischen Staffel. Über 100 Meter Rücken schied Masanow als Zwölfter des Halbfinales aus und lag damit einen Platz hinter Jurij Hromak. Die sowjetische Lagenstaffel erreichte mit Wiktor Masanow, Nikolai Pankin, Juri Susdalzew und Sergei Gussew das Finale in der fünftschnellsten Zeit. Im Finale schwammen Jurij Hromak, Wladimir Kossinski, Wladimir Nemschilow und Leonid Iljitschow vier Sekunden schneller als die Vorlaufstaffel und gewannen die Bronzemedaille hinter den Staffeln aus den USA und aus der DDR. Nach den bis 1980 geltenden Regeln erhielten Schwimmer, die nur im Vorlauf eingesetzt wurden, keine Medaille.
1970 bei den Europameisterschaften in Barcelona siegte die sowjetische 4-mal-100-Meter-Freistilstaffel mit Wladimir Bure, Wiktor Masanow, Georgijs Kuļikovs und Leonid Iljitschow vor den beiden deutschen Staffeln aus der BRD und aus der DDR. Im gleichen Jahr erschwamm Masanow bei der Universiade in Turin zwei Silbermedaillen mit der 4-mal-100-Meter-Freistilstaffel und mit der 4-mal-100-Meter-Lagenstaffel.
Bei den Olympischen Spielen 1972 trat Masanow in drei Disziplinen an. Zunächst qualifizierte sich die sowjetische 4-mal-100-Meter-Staffel mit Wladimir Bure, Wiktor Masanow, Wiktor Aboimow und Georgijs Kuļikovs mit der zweitbesten Zeit für das Finale. Im Endlauf schwammen Bure, Masanow, Aboimow und Igor Griwennikow drei Sekunden schneller als die Vorlaufstaffel und schlugen als Zweite hinter der Staffel aus den Vereinigten Staaten an. Über 200 Meter Freistil schied Masanow als 15. der Vorläufe aus. Die sowjetische 4-mal-200-Meter-Freistilstaffel schwamm im Vorlauf mit Aboimow, Samsonow, Masanow und Kuļikovs die viertschnellste Zeit. Im Endlauf unterboten Griwennikow, Masanow, Kuļikovs und Bure die Vorlaufzeit um fast sechs Sekunden und erhielten die Bronzemedaille hinter den Staffeln aus den USA und der BRD.
Der 1,90 Meter große Wiktor Masanow schwamm für den Universitätssportverein Burewestnik Moskau. Er gewann 14 sowjetische Meistertitel, davon acht auf den beiden Rückenstrecken und sechs mit Staffeln.